# رجاء مزيان
رجاء مزيان (1988-) مغنية جزائرية وكاتبة أغاني ومحامية وناشطة. ولدت عام 1988 في مدينة مغنية في ولاية تلمسان في شمال غرب الجزائر.

## حياتها
نشأت مزيان في مدينة الشهداء. والدها هو أحمد «حميدة» مزيان الذي كان أستاذا جامعيا للعلوم الطبيعية، وتوفي في مقتبل العمر بسبب مرض قلبي، وكانت رجاء حينها في الثامنة من عمرها. بدأت في ممارسة الموسيقى والمسرح في الكشافة، وسجلت ألبومها الأول لأغاني الأطفال في سن الرابعة عشرة. 
في عام 2007 ، أثناء دراستها للحقوق بجامعة تلمسان، شاركت في برنامج المواهب «ألحان وشباب» ووصلت إلى النهائيات. وبعد إصدار ألبومين (منها بعض الأغاني التي تنتقد النظام) حاولت في عام 2013 إنتاج فيلم روائي طويل فكتبت السيناريو والموسيقى التصويرية للفيلم، لكنها لم تتمكن من الحصول على تمويل لهذا المشروع، فقررت أن تكرس نفسها لوظيفة المحاماة. ومع ذلك، رفضت محكمة الجزائر بدون أي مبرر إصدار شهادة ممارسة المحاماة لها. 
في عام 2015 إنتلقلت إلى الجمهورية التشيكية، حيث وجدت البيئة المناسبة لتطوير مسيرتها الفنية.  وفي شهر أكتوبر من عام 2019 صنفت كواحدة من أكثر 100 امرأة مؤثرة في «سلسلة 100 إمراة» التي عرضت على إذاعة بي بي سي البريطانية.[بحاجة لمصدر]

## روابط خارجية
- الموقع الرسمي